# Nicolas Maupas
Nicolas Maupas (Milano, 29 ottobre 1998) è un attore italiano con cittadinanza francese.

## Biografia
La madre, di origine siciliana, è una giornalista; il padre, di origine francese, è un grafico pubblicitario.
Nicolas Maupas è nato a Milano, ma è cresciuto a Magenta, città della provincia milanese. 
Si è avvicinato alla recitazione grazie alla passione della madre per i film d'autore.  
Diplomatosi al liceo linguistico di Magenta, ha proseguito gli studi di recitazione e doppiaggio all'Accademia 09 di Milano, facendosi notare per il talento. Per cercare di sfondare nel cinema si è trasferito a Roma. 
Per un periodo della sua vita ha lavorato come cameriere e ha dichiarato che questa esperienza è stata molto formativa:
Tra il 2020 e il 2023 è uno dei protagonisti della serie Mare fuori, nella quale interpreta Filippo Ferrari. Nel 2022 riceve il "premio Next Generation" alla Mostra del cinema di Venezia come miglior attore rivelazione proprio grazie a Mare fuori.
Nel 2021 recita i ruoli dei protagonisti delle serie Nudes e Un professore. In quest'ultima interpreta Simone, figlio di Dante Balestra, interpretato da Alessandro Gassmann. 
Nel 2022, ha interpretato Hans nel film Sotto il sole di Amalfi. Nello stesso anno, ha recitato nelle serie Sopravvissuti e Odio il Natale, a cui prende parte anche per la seconda stagione a fine 2023. 
Nell'autunno del 2023 lo si vede interpretare Jean Liberati, uno dei supereroi della serie Noi siamo leggenda, in onda su Rai 2, con il potere dell'invulnerabilità, e in contemporanea su Rai 1 per la seconda stagione di Un professore.
Nel 2024 lavora alla miniserie Marconi, sempre prodotta dalla Rai, interpretando il giovane Guglielmo Marconi. Fa parte, inoltre, dello spettacolo teatrale Planetaria – Discorsi con la Terra ideato da Stefano Accorsi e Filippo Gentili. Insieme a Lino Guanciale, Michele Riondino e Gabriella Pession prende parte nel ruolo di Albert de Morcerf alla miniserie italo-francese Il conte di Montecristo, presentata alla 19ª edizione del Festival del Cinema di Roma.

## Filmografia

### Cinema
- Sotto il sole di Amalfi, regia di Martina Pastori (2022)
- La bella estate, regia di Laura Luchetti (2023)
- L'amore, in teoria, regia di Luca Lucini (2025)
- Alla festa della rivoluzione, regia di Arnaldo Catinari (2025)

### Televisione
- Mare fuori – serie TV, 36 episodi (2020-2023)
- Nudes – serie TV, 4 episodi (2021)
- Un professore – serie TV, 24 episodi (2021- in corso)
- Sopravvissuti – serie TV (2022)
- Odio il Natale – serie TV, 10 episodi (2022-2023)
- Noi siamo leggenda – serie TV, 12 episodi (2023)
- Marconi - L'uomo che ha connesso il mondo, regia di Lucio Pellegrini – miniserie TV (2024)
- Il conte di Montecristo (The Count of Monte Cristo), regia di Bille August – miniserie TV, 4 puntate (2025)

### Webserie
- Mare fuori #confessioni (2023)

## Teatro
- Planetaria – Discorsi con la Terra (2024)

## Riconoscimenti
- 2022
  - Uzeta Awards come Miglior Performance nella serie Nudes[20]
  - Magna Grecia Awards al 25°Magna Grecia Awards & Fes[20]
  - Explosive Talent Award al Giffoni Film Festival[21]
  - Next Generation Award alla 79ª Mostra Internazionale d'arte cinematografica di Venezia come miglior attore rivelazione dell'anno[22][23][24]

- Nastro d'argento
  - 2024 – Premio Guglielmo Biraghi[25]

- Ciak d'oro
  - 2023 – Candidatura al miglior protagonista per il pubblico under 30 per Mare fuori[26]
  - 2024 – Miglior performance per il pubblico under 30 per Noi siamo leggenda e la seconda stagione di Un Professore[27]
- Forbes Italia
  - 2024 – [28][29]